# Metzgeria conjugata
Metzgeria conjugata là một loài Rêu trong họ Metzgeriaceae. Loài này được Lindb. mô tả khoa học đầu tiên năm 1875.

## Hình ảnh

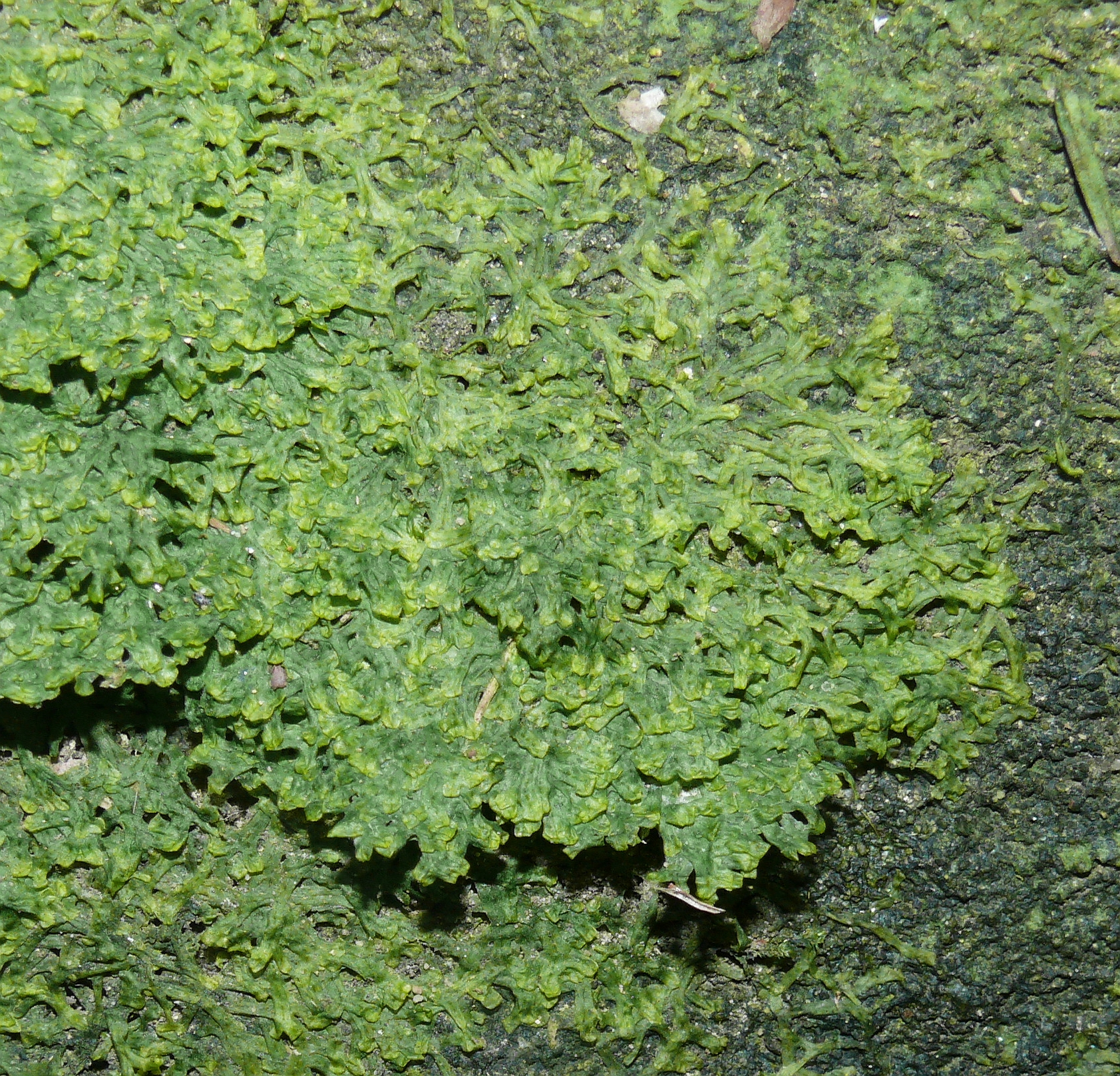
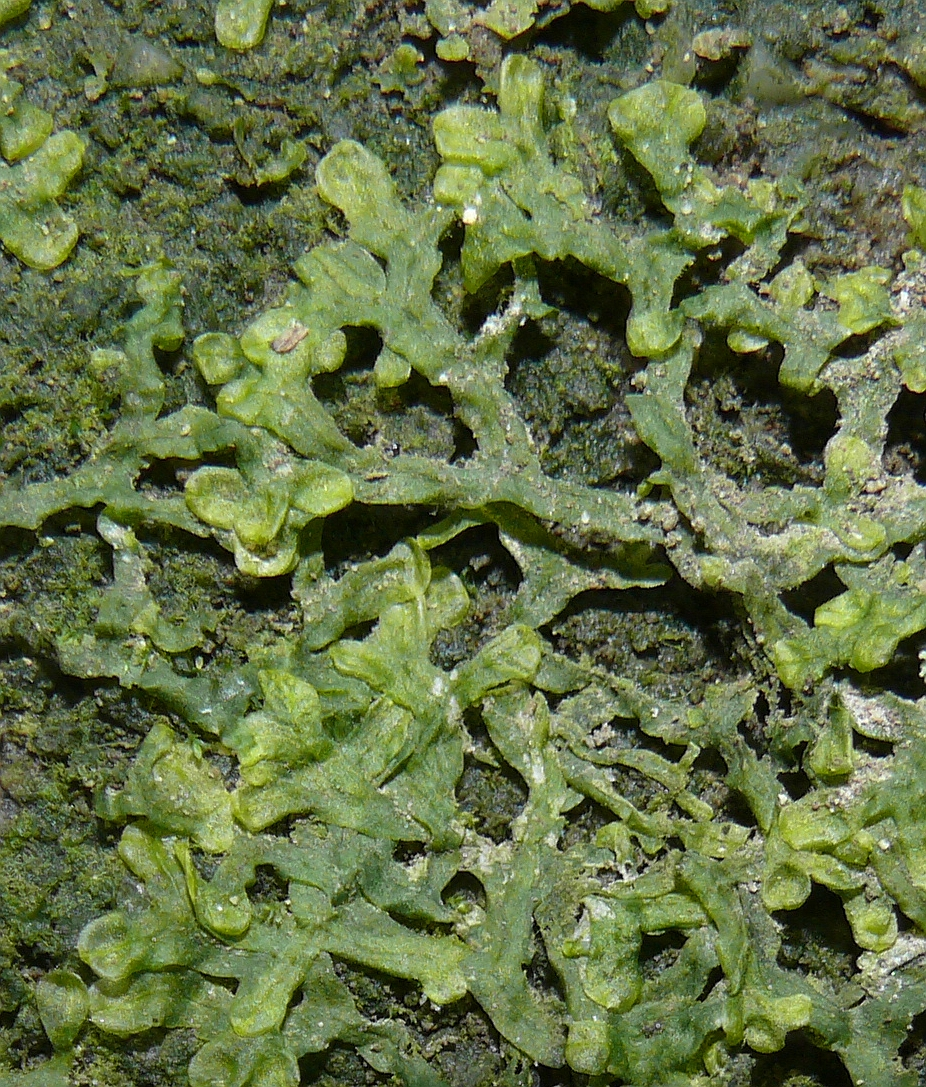
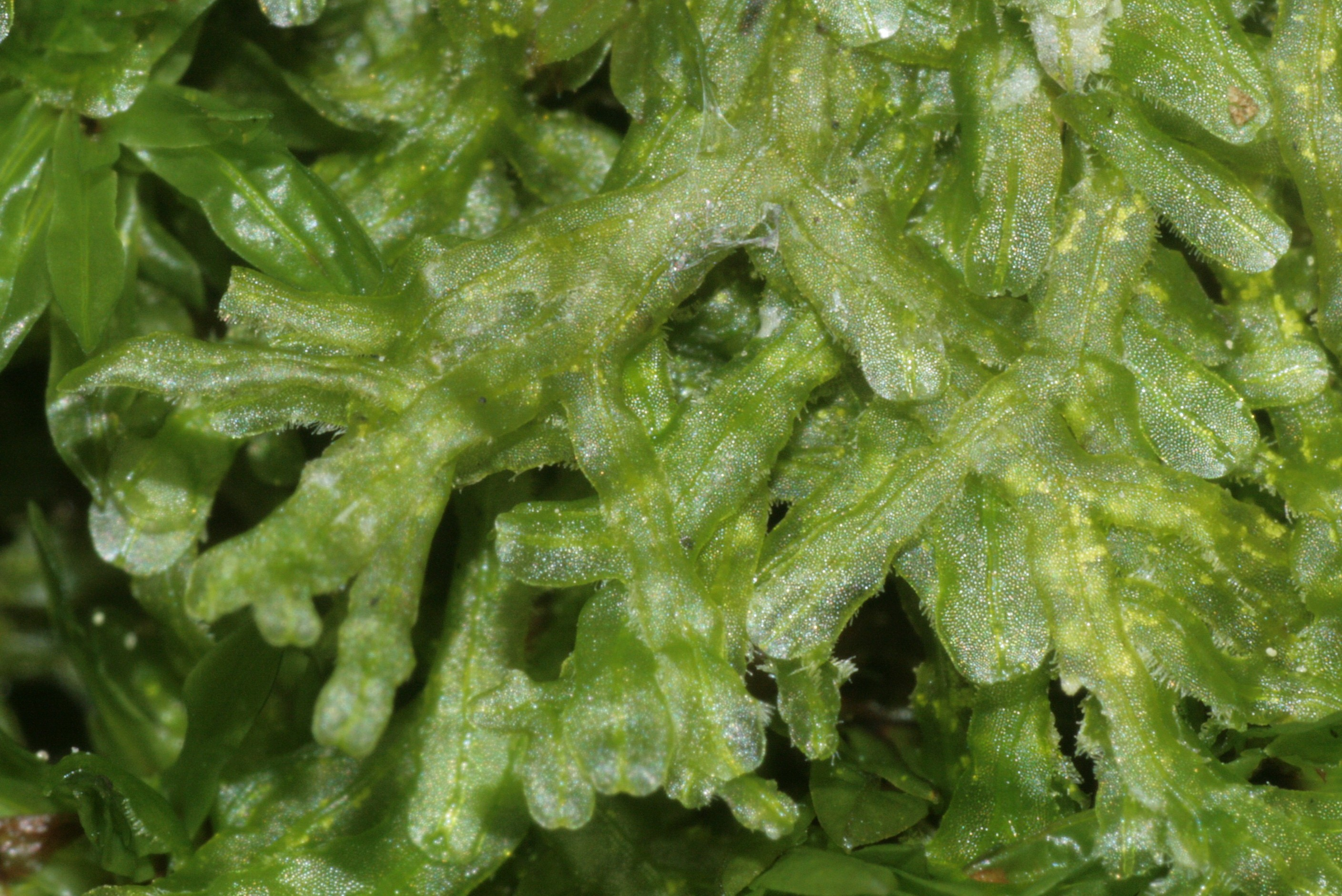
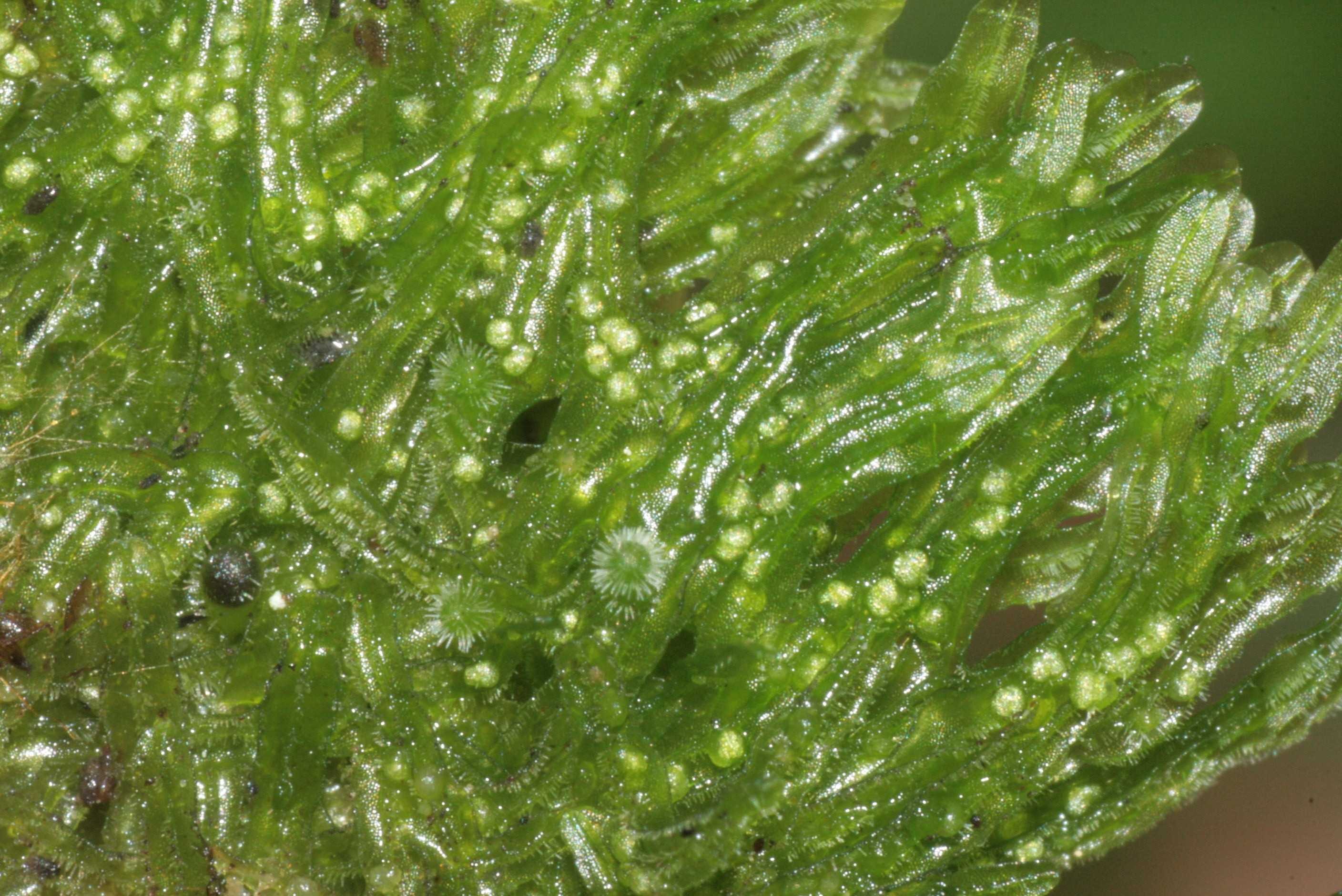